# 鳥取県医師会
公益社団法人鳥取県医師会（こうえきしゃだんほうじんとっとりけんいしかい、英称 Tottori Medical Association）は、鳥取県の医師を会員とする公益法人。

## 本部所在地
- 〒680-8585 鳥取県鳥取市戎町317 鳥取健康会館内

## 市郡医師会・大学医師会
- 鳥取県東部医師会 〒680-0845 鳥取市富安1-62
- 鳥取県中部医師会 〒682-0871 倉吉市旭田町18
- 鳥取県西部医師会 〒683-0824 米子市久米町136
- 鳥取大学医学部附属病院医師会 〒683-8504 米子市西町36-1
- 鳥取大学医学部医師会 〒683-8503 鳥取県米子市西町86

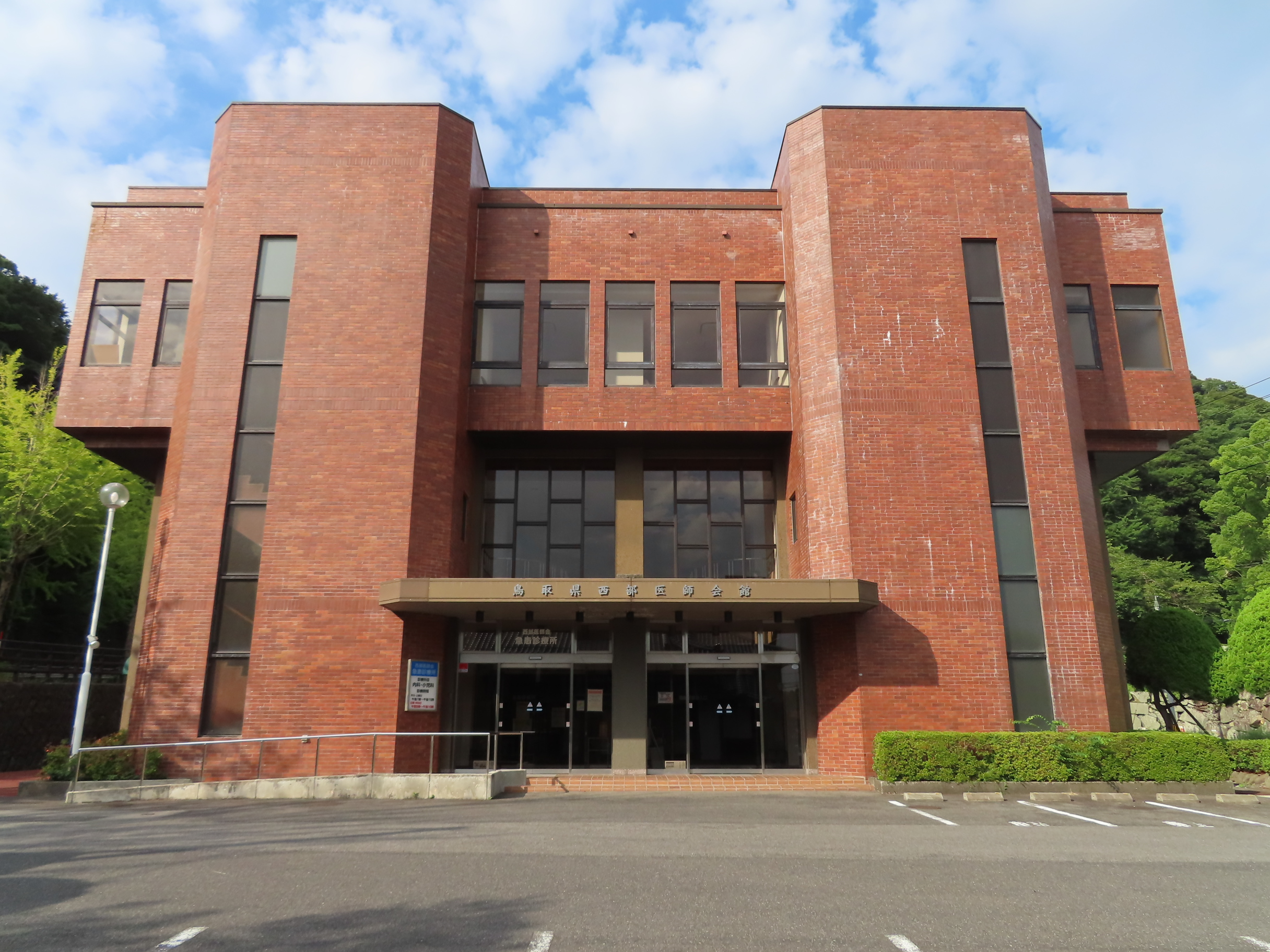
鳥取県西部医師会（米子市）